# École de Hovinsaari
L'école de Hovinsaari (finnois : Hovinsaaren koulu) est un bâtiment du quartier de Hovinsaari à Kotka en Finlande.

## Histoire
Le bâtiment est conçu par Valter Thomé et construit en 1908.

## Anciens élèves
- Toivo Pekkanen
- Veikko Lavi